# Posible (Italia)
Posible (en italiano: Possibile) es un partido político italiano de izquierdas, fundado en junio de 2015 por Giuseppe Civati.

## Historia

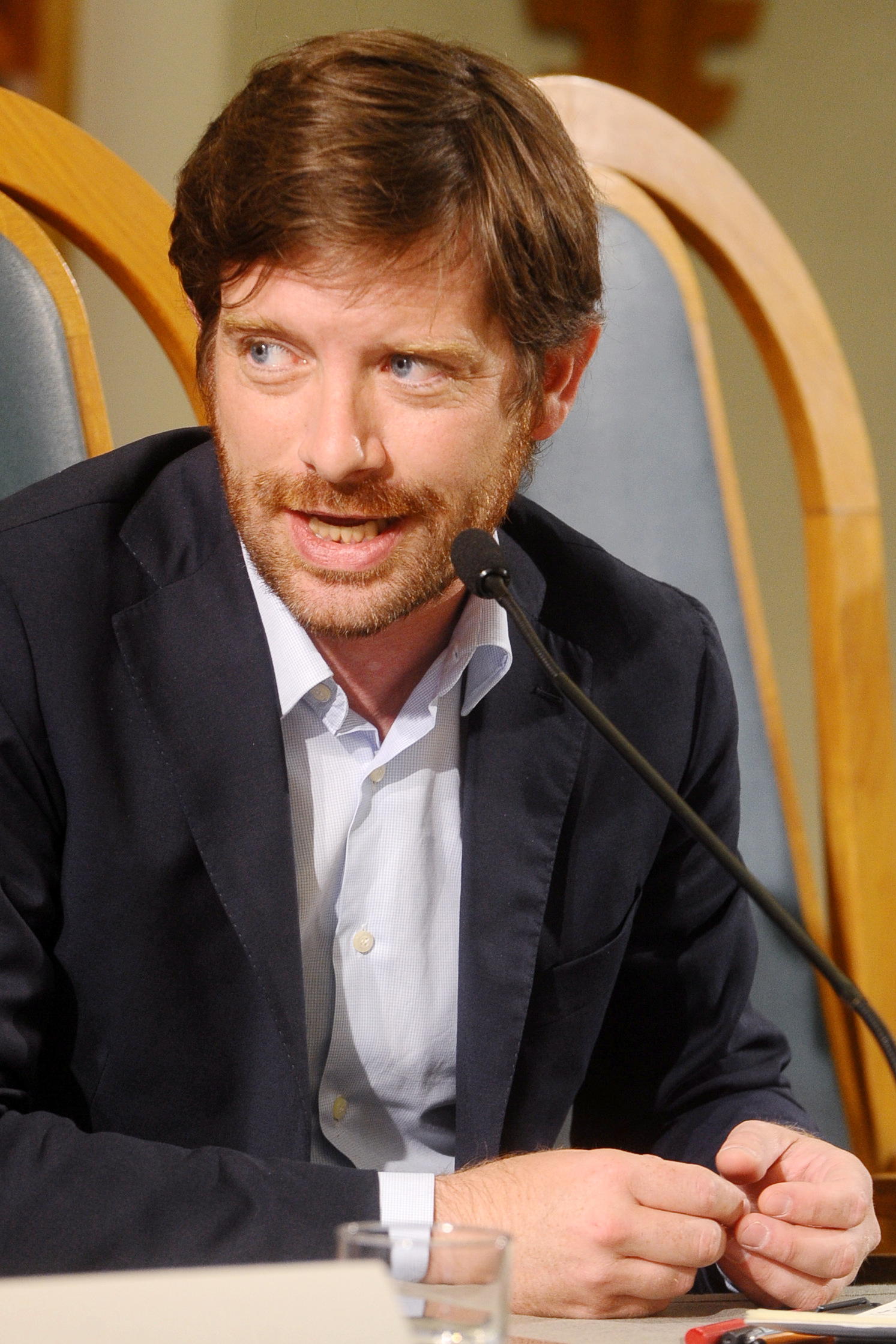
Giuseppe Civati, fundador de Posible y secretario general hasta 2018.

Possibile nació originariamente como asociación en el 2013, la Associazione People, formada por unos miembros del Partido Democrático (PD) con el apoyo de una más amplia comunidad de activistas. La asociación respaldó la candidatura de Giuseppe Civati a secretario general del PD, en la elección primaria que luego fue ganada por Matteo Renzi. En el 2014, la asociación decidió cambiar su nombre a Associazione Possibile.
En mayo de 2015, en contraste con la línea política de Matteo Renzi, en ese entonces secretario general del PD y primer ministro de Italia, Giuseppe Civati abandonó el PD. El 21 de junio siguiente, presentó oficialmente el movimiento político Posible, que se convirtió en partido el 21 de noviembre, en ocasión de la primera asamblea nacional de los estados generales en Nápoles.
El 9 de marzo de 2017, Posible unió su grupo parlamentario al de Izquierda Italiana (SI).
El 3 de diciembre de 2017, Posible formó junto a Izquierda Italiana y el Movimiento Demócrata y Progresista la coalición Libres e Iguales, que compitió en las elecciones generales del 4 de marzo de 2018.
En vistas de las elecciones europeas de 2019, Posible formó la lista Europa Verde, junto a tres partidos ambientalistas: Federación de los Verdes, Green Italia y Verdes del Tirol del Sur. La lista recibió 609.678 votos (2,29%) y no logró ningún escaño.
Con vistas a las elecciones generales anticipadas de 2022, Posible se unió a la lista electoral Alianza Verdes e Izquierda (AVS) liderada por Angelo Bonelli y Nicola Fratoianni, constituida por Europa Verde e Izquierda Italiana dentro de la coalición de centroizquierda, nombrando a su secretaria Beatrice Brignone y a su predecesor Giuseppe Civati; sin embargo, ambos no lograron ser elegidos.